# 건복 (신라)
건복(建福)은 신라 진평왕(眞平王), 선덕여왕(善德女王)의 연호이다. 584년 2월에서 633년까지 49년 11개월 동안 사용하였다. 632년에 진평왕의 뒤를 이어 즉위한 선덕여왕이 633년까지 이어서 사용하였으며, 634년에 개원하였다.

## 연대대조표
| 건복 | 원년       | 2년        | 3년        | 4년        | 5년        | 6년        | 7년        | 8년        | 9년        | 10년       |
| 서력 | 584년      | 585년      | 586년      | 587년      | 588년      | 589년      | 590년      | 591년      | 592년      | 593년      |
| 간지 | 갑진(甲辰) | 을사(乙巳) | 병오(丙午) | 정미(丁未) | 무신(戊申) | 기유(己酉) | 경술(庚戌) | 신해(辛亥) | 임자(壬子) | 계축(癸丑) |
| 건복 | 11년       | 12년       | 13년       | 14년       | 15년       | 16년       | 17년       | 18년       | 19년       | 20년       |
| 서력 | 594년      | 595년      | 596년      | 597년      | 598년      | 599년      | 600년      | 601년      | 602년      | 603년      |
| 간지 | 갑인(甲寅) | 을묘(乙卯) | 병진(丙辰) | 정사(丁巳) | 무오(戊午) | 기미(己未) | 경신(庚申) | 신유(辛酉) | 임술(壬戌) | 계해(癸亥) |
| 건복 | 21년       | 22년       | 23년       | 24년       | 25년       | 26년       | 27년       | 28년       | 29년       | 30년       |
| 서력 | 604년      | 605년      | 606년      | 607년      | 608년      | 609년      | 610년      | 611년      | 612년      | 613년      |
| 간지 | 갑자(甲子) | 을축(乙丑) | 병인(丙寅) | 정묘(丁卯) | 무진(戊辰) | 기사(己巳) | 경오(庚午) | 신미(辛未) | 임신(壬申) | 계유(癸酉) |
| 건복 | 31년       | 32년       | 33년       | 34년       | 35년       | 36년       | 37년       | 38년       | 39년       | 40년       |
| 서력 | 614년      | 615년      | 616년      | 617년      | 618년      | 619년      | 620년      | 621년      | 622년      | 623년      |
| 간지 | 갑술(甲戌) | 을해(乙亥) | 병자(丙子) | 정축(丁丑) | 무인(戊寅) | 기묘(己卯) | 경진(庚辰) | 신사(辛巳) | 임오(壬午) | 계미(癸未) |
| 건복 | 41년       | 42년       | 43년       | 44년       | 45년       | 46년       | 47년       | 48년       | 49년       | 50년       |
| 서력 | 624년      | 625년      | 626년      | 627년      | 628년      | 629년      | 630년      | 631년      | 632년      | 633년      |
| 간지 | 갑신(甲申) | 을유(乙酉) | 병술(丙戌) | 정해(丁亥) | 무자(戊子) | 기축(己丑) | 경인(庚寅) | 신묘(辛卯) | 임진(壬辰) | 계사(癸巳) |

## 같이 보기
- 한국의 연호

| 이전연호: | 다음연호: |
| --------- | --------- |
| 홍제      | 인평      |